# Philips 355
Philips 355 jest telefonem GSM produkowanym przez firmę Philips, wprowadzony do sprzedaży w 2004 roku. Pracuje w zakresie sieci GSM 900 i GSM 1800. Wyposażony jest w kolorowy wyświetlacz CSTN o rozdzielczości 128x128 pikseli. Robienie zdjęć umożliwia wbudowany aparat cyfrowy o rozdzielczości 0,2 megapixeli.   

## Multimedia
- dyktafon
- GPRS
- obsługa protokołu Java
- WAP
- SMS, EMS, MMS
- budzik
- aparat cyfrowy: 0.2 MPix